# حسینیه و مدرسه سادات
حسینیه و مدرسه سادات مربوط به اوایل دوره قاجار است و در شهرضا، خیابان گلستان، انتهای شرقی بازار واقع شده و این اثر در تاریخ ۲۳ شهریور ۱۳۸۲ با شمارهٔ ثبت ۱۰۲۴۶ به‌عنوان یکی از آثار ملی ایران به ثبت رسیده است.